# مسجد عثمان‌شاه
مسجد عثمان‌شاه (یونانی: Τέμενος Οσμάν Σαχ) یا مسجد قورشون (مسجد سُربی) یک مسجد عثمانی مربوط به سدهٔ شانزده میلادی در شهر تریکالا در یونان است.
دستور ساخت این مسجد را عثمان شاه معروف به قره عثمان پاشا داد. او پسر یکی از دختران سلطان سلیم بود. پدر عثمان‌شاه، اسکندر پاشا وزیر عثمانی بود که در سال ۱۵۱۵ اعدام شد. عثمان‌شاه مدتی طولانی را در تریکالا به‌عنوان فرماندار محلی این ولایت گذراند. مسجد عثمان‌شاه را معمار سنان معمار اصلی دربار عثمانی طراحی کرد. این تنها طرح او در خاک یونان امروزی است.
تاریخ دقیق ساخت این مسجد معلوم نیست اما احتمالاً بین سال‌های ۱۵۵۰ تا ۱۵۶۰ ساخته شده‌است. عثمان‌شاه چندین مؤسسه خیریه و مدرسه و کاروانسرا نیز به این مسجد منضم ساخت و خود او نیز در مزاری در حیاط جنوبی مسجد در سال ۱۵۶۷ یا ۱۵۶۸ به خاک سپرده شد. زمانی که جهانگرد عثمانی اولیا چلبی یک قرن بعد از این محل بازدید کرد این مسجد مسجد اهل اصلی شهر تریکالا بود. او در آن زمان از وجود هشت مسجد در تریکالا خبر داد اما امروزه تنها مسجد عثمان‌شاه از میان آنها باقی مانده‌است.